# It's Alright (chanson des Pet Shop Boys)
Pour les articles homonymes, voir It's Alright.
Singles de Pet Shop Boys
Left to My Own Devices
(1988) So Hard
(1990)
It's Alright est une chanson du duo britannique Pet Shop Boys extraite de leur troisième album studio, Introspective, paru le 11 octobre 1988.
Le 26 juin 1989, huit mois et 15 jours après la sortie de l'album, la chanson a été publiée en single. C'était le quatrième et dernier single tiré de cet album.
Le single a atteint la 5e place au Royaume-Uni.